# Jaremiwka (obwód charkowski)
Jaremiwka (ukr. Яремівка) – wieś na Ukrainie, w obwodzie charkowskim, w rejonie iziumskim. W 2001 liczyła 338 mieszkańców.